# Mutiny
Mutiny es una próxima película de acción y suspenso dirigida por Jean-François Richet y escrita por Lindsay Michel y JP Davis. Está protagonizada por Jason Statham, Annabelle Wallis y Jason Wong. Producida por Punch Palace Productions y MadRiver Pictures, la película se estrenará en el Reino Unido y Estados Unidos por Sky Original Film y Lionsgate, respectivamente.

## Premisa
Cole Reed estuvo en las Fuerzas Especiales y sirvió como oficial de policía de Nueva York en una vida anterior. Reed, que ahora trabaja en seguridad privada, es incriminado por el asesinato de su amigo multimillonario tailandés, Tibu, y se topa con una conspiración internacional en su búsqueda del verdadero asesino.

## Reparto
- Jason Statham como Cole Reed
- Annabelle Wallis
- Jason Wong como Taran
- Roland Møller
- Arnas Fedaravicius
- Adrian Lester

## Producción
Mutiny fue producida por la nueva compañía de producción de Jason Statham, Punch Palace Productions y MadRiver Pictures, con un guion escrito por Lindsay Michel y JP Davis. El proyecto tenía a Statham como protagonista y a Jean-François Richet como director de cara al Mercado de Cine de Cannes de 2024. En septiembre de 2024, Annabelle Wallis fue elegida para protagonizar junto a Statham. En octubre, Jason Wong se unió al elenco. En noviembre se anunció el casting de Roland Møller como antagonista de la película, así como de Arnas Fedaravičius y Adrian Lester.
La fotografía principal comenzó en septiembre de 2024 en el Reino Unido . Parte del rodaje bloqueó la entrada a One Canada Square en Canary Wharf. El rodaje adicional tuvo lugar en Malta, y finalmente finalizó el 25 de noviembre.

## Estreno
Mutiny se estrenará en Estados Unidos el 9 de enero de 2026.
Lionsgate adquirió el proyecto para su distribución en Norteamérica antes del Mercado de Cine de Cannes de 2024, donde permaneció a la venta en otras regiones. Sky Original Film adquirió los derechos de distribución para el Reino Unido para su estreno en cines, así como en Sky Cinema . 